# Великий Зайкин
Великий За́йкин (рос. Большой Зайкин) — селище у складі Первомайського району Оренбурзької області, Росія.

## Населення
Населення — 152 особи (2010; 236 у 2002).
Національний склад (станом на 2002 рік):
- казахи — 62 %
- росіяни — 37 %